# Gregorio Aguirreberry
Gregorio C. Aguirreberry fue un militar argentino, perteneciente a la Armada, que se desempeñó brevemente como quinto gobernador del Territorio Nacional de Santa Cruz de 1903 a 1904.

## Biografía
Realizó su carrera militar en la Armada Argentina, ingresando a la Escuela Naval Militar en 1877. Fue comandante del acorazado fluvial ARA Libertad entre 1897 y 1898, y del acorazado ARA Los Andes, en el cual se encontraba al momento de la Revolución del Parque en 1890. Alcanzó el grado de capitán de navío.
Hacia 1894 se desempeñaba como cónsul de Argentina en Punta Arenas (Chile).
En marzo de 1903 se posicionó como gobernador del Territorio Nacional de Santa Cruz, al haber sido designado por el presidente Julio Argentino Roca. Su gestión fue breve, ya que en marzo de 1904 se ausentó del cargo y fue sucedido por Cornelio Gutiérrez, jefe de la guarnición militar de Río Gallegos.